# カール・ヴォルフ
カール・フリードリヒ・オットー・ヴォルフ（Karl Friedrich Otto Wolff、1900年5月13日 - 1984年7月17日）は、ドイツの陸軍軍人。ナチス親衛隊（SS）の将軍。親衛隊の12ある本部の1つ親衛隊全国指導者個人幕僚部の長官。親衛隊全国指導者ハインリヒ・ヒムラーの最大の副官として知られる。最終階級は親衛隊大将及び武装親衛隊大将。

## 経歴

### 青年期
ドイツ帝国領邦ヘッセン大公国のダルムシュタットの生まれ。父は地方裁判所の裁判官だった。ローマ・カトリック教会付属のギムナジウムで学ぶ。アビトゥーアに合格したあと、1917年4月に16歳でヘッセン大公国軍に入隊した。少年士官学校で研修を受け、1917年9月には第一次世界大戦の西部戦線で戦った。ここで二級鉄十字章を受章している。1918年には17歳でヘッセン大公近衛連隊の少尉となる。休戦協定の後、ヘッセンの歩兵連隊に配属された。ヘッセンの義勇軍（フライコール）にも参加している。この際に戦争での戦功が改めて認められて一級鉄十字章の叙勲を受けた。
しかしヴェルサイユ条約で人数を大幅に制限されたヴァイマル共和国軍に残れず、1920年5月に軍を離れた。その後、フランクフルトのベスマン・ファミリー銀行に入社。1922年にフリーダ・フォン・ロームヘルトと結婚した。1923年に妻とともにミュンヘンへ引っ越し、ドイツ銀行に勤めるようになった。激しいインフレの影響で1924年6月に失業した。その後は広告会社に勤め、1925年7月からは自身で広告会社を起こして独立開業した。

### ナチス親衛隊

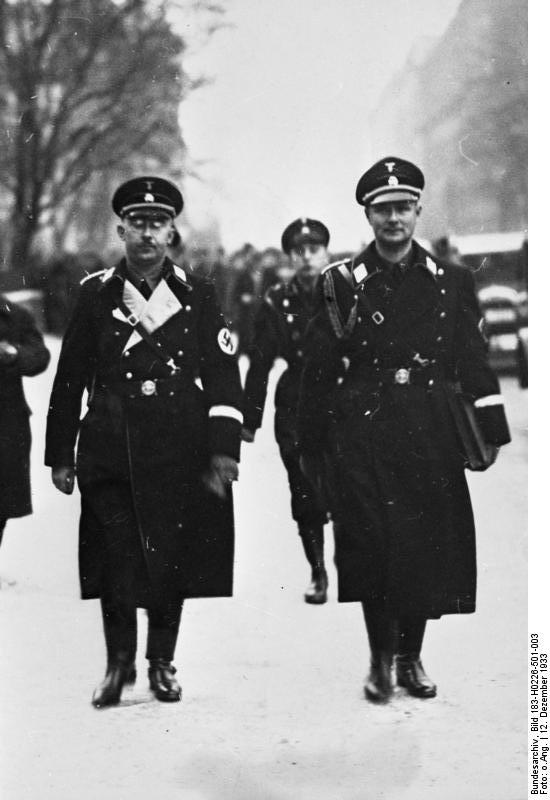
ハインリヒ・ヒムラー（左）とカール・ヴォルフ（右）、1933年12月12日

世界大恐慌の最中の1931年10月7日に国家社会主義ドイツ労働者党（ナチス党）に入党（党員番号695,131）、さらに親衛隊にも入隊した（隊員番号14.235）。ミュンヘンで広告の仕事を続けながらミュンヘンの親衛隊部隊の活動に参加した。1932年2月には親衛隊少尉に昇進。
1933年のナチ党の権力掌握の後は党務に専念するようになった。同年、親衛隊大尉に昇進し、短期間だがナチ党幹部フランツ・フォン・エップの副官となり、ドイツ国防軍との間の連絡将校の役割を果たした。まもなく親衛隊全国指導者ハインリヒ・ヒムラーの目にとまり、1933年6月からヒムラーの副官部署である親衛隊全国指導者個人幕僚部の長官となった。1937年には親衛隊中将となっている。1939年8月からはヒトラー付親衛隊連絡将校の役割を果たした。やがてヴォルフは、ヒムラー、ラインハルト・ハイドリヒに次ぐ親衛隊第三の権力者と見なされるようになっていった。ヴォルフの親衛隊全国指導者個人幕僚部には親衛隊の全ての書類のコピーが集められていた。その中には戦時中にラインハルト作戦を執行したオディロ・グロボクニクの事務所からのものもあった。ヴォルフは後にホロコーストなどナチ体制の残虐行為について知らなかったと述べているが、知らなかったとは考えにくい。
1942年5月のハイドリヒ暗殺事件の頃からヒムラーとヴォルフの仲が悪くなった。同年にヒムラーはヴォルフを親衛隊大将に昇進させる一方でイタリアへ派遣させて遠ざけるようになった（ただし親衛隊全国指導者個人幕僚部長官の地位は敗戦まで保持している）。

### イタリア赴任
ヴォルフは1943年イタリア地域の親衛隊及び警察高級指導者に任命され、イタリアで任務にあたることとなった。さらに1943年7月から親衛隊及び警察最高級指導者に昇格する。1944年7月には国防軍の将軍も兼任していた。1943年9月のイタリア降伏後にはイタリア北部のベニート・ムッソリーニのイタリア社会共和国で勤務。この頃に妻と離婚している。ローマカトリック教会傘下のイタリア紙「Avvenire」によるとアドルフ・ヒトラーは、ローマ教皇ピウス12世の拉致をヴォルフに命じたが、ヴォルフはこれを拒否したという。1945年に連合軍が北部イタリアへ進軍してくるとヴォルフはイタリア防衛の実質的な最高司令官となり、ドイツ軍とイタリア軍の総力をあげてこれを迎え討とうとしたが、やがてドイツ軍もイタリア軍もすべての戦力を消失した。この間、1945年3月にはチューリッヒでアレン・ダレスとC軍集団の降伏交渉をし始める。ヴォルフが降伏交渉をしていることがヒムラーとヒトラーに露見するも、ヒトラーは連合国側をかく乱できると考え、降伏交渉の継続を許可した。1945年5月になってヴォルフもイタリアにおけるドイツ軍の降伏を連合軍との間で取り決めざるをえなくなった。この直後にヴォルフはアメリカ軍により逮捕された。

### 戦後
戦後、ヴォルフは数千人の市民の殺害に加担していたものの、ニュルンベルク裁判で証拠となる情報を連合国に提供したため、彼自身の起訴は見送られて釈放された。しかしその後、親衛隊の指導者として西ドイツ政府から起訴され、1948年11月に懲役5年の判決を受けた。7か月後、懲役4年に変更されるとともに、釈放された。戦後の1949年から再び広告会社を始めるが、一方でアメリカ合衆国の諜報機関CIAに協力していたともいわれる 。しかし、1962年にイスラエルでアドルフ・アイヒマン裁判があり、この法廷でヴォルフのイタリアのユダヤ人移送の組織化のことが取り上げられ、これを受けて同年に西ドイツ政府が30万人のユダヤ人をトレブリンカ強制収容所へ移送した容疑、イタリアのユダヤ人をアウシュヴィッツ強制収容所へ移送した容疑、イタリアのパルチザンをベラルーシで殺害した容疑などで再度ヴォルフを起訴した。西ドイツ裁判所はヴォルフに懲役15年の刑を宣告したが、1969年になって健康状態を理由に釈放されている。1984年にローゼンハイムで死去。

## キャリア

### 階級
- 1933年1月30日、親衛隊大尉
- 1933年11月9日、親衛隊少佐
- 1934年1月30日、親衛隊中佐
- 1934年4月20日、親衛隊大佐
- 1934年7月4日、親衛隊上級大佐
- 1935年11月9日、親衛隊少将
- 1937年1月30日、親衛隊中将
- 1940年5月3日、武装親衛隊中将
- 1942年1月30日、親衛隊大将及び武装親衛隊大将

### 叙勲
- 一級鉄十字章（1914年版）
- 二級鉄十字章（1914年版）
- 名誉十字章前線戦士章
- 黄金ナチ党員バッジ
- ナチ党勤続章
- 親衛隊勤続章
- 一級剣付き戦功十字章
- 二級剣付き戦功十字章
- 一級鉄十字章略章（1939年版）
- 二級鉄十字章略章（1939年版）
- 黄金ドイツ十字章（1944年12月9日）
- 親衛隊全国指導者名誉長剣
- 親衛隊名誉リング